# 卡爾一世·路德維希
卡爾一世·路德維希（德語： 1617年12月22日—1680年8月28日），普法尔茨選侯腓特烈五世（波希米亞的「冬王」）和英格兰公主伊丽莎白·斯图亚特的次子。卡爾一世在德国三十年战争和英国内战期间流亡国外，1649年依照《西發里亞和約》普法爾茨選侯國分為下普法爾茨（莱茵兰-普法尔茨）維持獨立。其長女伊麗莎白·夏洛特嫁給了法國國王路易十四之弟奧爾良公爵菲利普一世。

## 家庭
1650年2月22日，卡爾一世·路德維希與黑森-卡塞爾伯爵威廉五世的次女夏洛特在卡塞爾结婚，兩人共有3名子女：
1. 卡爾（1651年—1685年），普法爾茨選侯（1680年至1685年在位）。
2. 巴伐利亞的伊莉莎白·夏洛特（1652年—1722年），嫁給法國國王路易十三與其皇后奧地利的安妮的次子奧爾良公爵菲利普一世。
3. 腓特烈（1653年5月12日—1653年5月13日），早夭。

夏洛特於1657年4月14日單方面與卡爾一世·路德維希離婚。
1658年1月6日，卡爾一世·路德維希與第二任妻子德意志貴族女男爵瑪麗·路易斯 (1627年11月20日—1686年3月16日)在施韋青根貴賤通婚，兩人共有13名子女：
1. 卡爾·路德維希 (1658年10月15日—1688年8月12日)
2. 普法爾茨的卡羅琳（英语：Raugravine Caroline Elisabeth）（1659年11月19日－1696年6月28日），與第三代紹姆貝格公爵邁因哈特·紹姆貝格（英语：Meinhardt Schomberg, 3rd Duke of Schomberg）結婚
3. 路易絲（1661年1月25日－1733年2月6日）
4. 路易（1662年2月19日－1662年4月7日）
5. 阿瑪莉·伊麗莎白（1663年4月1日－1709年7月13日）
6. 喬治·路德維希 (1664年3月30日－1665年7月20日)
7. 腓特烈 (1665年7月7日－1674年8月7日)
8. 腓特烈‧威廉 (1666年11月25日－1667年7月29日)
9. 卡爾‧愛德華 (1668年5月19日－1690年1月2日)
10. 索菲（1669年7月19日－1669年11月28日）
11. 卡爾·莫里茲 (1671年1月9日－1702年6月13日)
12. 卡爾·奧古斯特（1672年10月19日－1691年9月20日）
13. 卡爾·卡西米爾 (1675年5月1日－1691年4月28日)

1679年12月11日，卡爾一世·路德維希與第三任妻子貝爾瑙的伊莉莎白·霍蘭德 (1659年—1702年3月8日)在施韋青根貴賤通婚，兩人共有1名兒子：
1. 查理·路易斯 (1681年4月17日出生於沙夫豪森)

| 卡爾一世·路德維希 普法爾茨-錫門維特爾斯巴赫王朝的分支出生于：1617年12月22日逝世於：1680年8月28日 | 卡爾一世·路德維希 普法爾茨-錫門維特爾斯巴赫王朝的分支出生于：1617年12月22日逝世於：1680年8月28日 | 卡爾一世·路德維希 普法爾茨-錫門維特爾斯巴赫王朝的分支出生于：1617年12月22日逝世於：1680年8月28日 |
| 統治者頭銜                                                                                       | 統治者頭銜                                                                                       | 統治者頭銜                                                                                       |
| ------------------------------------------------------------------------------------------------ | ------------------------------------------------------------------------------------------------ | ------------------------------------------------------------------------------------------------ |
| 新頭銜 1649年依照《西發里亞和約》普法爾茨選侯國 分為下普法爾茨（莱茵兰-普法尔茨）維持獨立        | 下普法爾茨選侯 1648年 (1632年)–1680年                                                            | 繼任者： 卡爾二世                                                                                |